# Морављани
Морављани (или Моравци) или Моравијци (чеш. Moravané (или колоквијално Moraváci, застарело Moravci)), је назив за становнике Моравске, географске области које се налази на истоку Чешке и мањим делом у Словачкој, а Чеси је сматрају једном од историјских чешких земаља. На попису из 2011, 6,01% чешког становништва изјаснило се као Моравци. Питање да ли се ради о посебном народу или о припадницима чешког народа, или чак и словачког и даље актуелно. Историјска подлога приче о Морављанима води порекло из VIII века када су на простору тзв. Чешкословачке настале три засебне словенске кнежевине:
- Бохемска (позната и као Чешка), која се данас сматра претечом модерне Чешке Републике
- Моравска
- Њитранска, која се данас сматра претечом модерне Словачке Републике

## Историја
Моравци (старословенско самоименовање Морављани), су били западнословенско племе у раном средњем веку. Иако се не зна тачно када је то племе основано, чешки историчар Душан Трештик тврди да је племе формирано од 6. до 7. века, отприлике у исто време када и остала словенска племена.
Моравска кнежевина се 833. године ујединила са Њитранском створивши Великоморавску кнежевину коју су 906. године уништили Мађари, после чега је већи део некадашње Моравске кнежевине заузела Бохемска, док су Њитранску кнежевину заузели Мађари. Део становника западних Морављана асимиловали су Чеси и сада се идентификују као Чеси. Савремена нација Словака настала је од источног дела моравског племена у оквиру Краљевине Угарске.
Све до почетка 20. века, становници Моравске који говоре словенским језиком јавно су се представљали као Моравци, а не као Чеси. Тада су, из страха од германизације, Моравци почели јавно да се називају моравским Чесима — придруживши се јачем суседу. Али интерно су и даље осећали своју националност, (на пример). Словаке су и политичари сматрали Чесима. У чехословачко и комунистичко доба, моравска народност би била забрањена, па се први пут од пада опасности од германизације (1945) моравска националност појавила на попису из 1991. године.
Питање етничког порекла Морављана разматра се од времена времена народног препорода у 18. веку, када су генерације образованијих Морављана почеле да се систематски баве питањима моравске народности, културе и језика, онако како су се ова питања, током средњег и новог века, формирала – у мањој или већој корелацији са осталим чешким земљама. Међутим, развој ових питања завршен је 60-их година 19. века, када је моравска политичка делегација прихватила државноправни програм чешке круне чиме је дошло до истицања заједничких циљева моравских и чешких политичара у оквиру Хабзбуршке монархије. Свест о посебној Моравској нацији скоро је потпуно замрла крајем 19. века, али ово питање је поново постало актуелно крајем 20. века, након пада комунистичког режима у Чехословачкој. Морављани говоре дијалектима чешког језика, који спада у западнословенску групу индоевропске породице језика. Морављана у Чешкој има око 380.000.